# Anydrophila simiola
Anydrophila simiola är en fjärilsart som beskrevs av Rudolf Püngeler 1900. Anydrophila simiola ingår i släktet Anydrophila och familjen nattflyn. Inga underarter finns listade i Catalogue of Life.